# Litsea racemosa
Litsea racemosa är en lagerväxtart som beskrevs av Cyril Tenison White. Litsea racemosa ingår i släktet Litsea och familjen lagerväxter. Inga underarter finns listade i Catalogue of Life.